# Zuid-Koreaans Golfkampioenschap 2011
Het 4de Ballentine's Kampioenschap (Ballentine's Championship) is een golfkampioenschap waarvan de resultaten tellen voor de Europese - en Aziatische PGA Tour en de Koreaanse PGA.
Het Zuid-Koreaans Golfkampioenschap is van 29 april - 1 mei 2011 en wordt gespeeld op de Blackstone Golf Club in Icheon. Zuid-Korea is het 38ste land waar de Europese Tour voet aan de grond zet. De golfsport is daar zeer populair geworden en ook op internationaal niveau doen Koreaanse spelers goed mee. De bekendste zijn K J Choi, Byeong-hun An, Seung-yul Noh, Ted Oh en Yong-eun Yang, winnaar van het US PGA Championship in 2009.
De golfbaan op het Blackstone Resort werd in 2009 geopend, het Ballentine's Kampioenschap is het eerste professional toernooi op deze baan.

## Verslag

#### Ronde 1
Na de ochtendronde stond Damien McGrane met een score van -6 op de eerste plaats. Niemand van de middagronde haalde hem in. Op de tweede plaats eindigden Richard Finch, Felipe Aguilar en de Koreaan  Sang-hyun Park #604 met -5. De Nederlandse spelers maakten te veel bogeys, Luiten eindigde toch nog op -1 maar Derksen maakte +1.

#### Ronde 2
Brett Rumford maakte 's ochtends een bogey-vrije ronde van -9, een toernooirecord, en werd daarmee clubhouse leader. De leider van Ronde 1 moest nog starten. Derksen ging naar -2 en kan het weekend spelen, Luiten ging naar +2, dat was een slag te veel om de cut te halen. Aan het einde van de middag deelden Miguel Jiménez en Søren Kjeldsen de tweede plaats.

#### Ronde 3
Nadat de spelers een uur in zware regen hadden gespeeld werd om 15:40 uur lokale tijd het spelen gestaakt. Da laatste drie-bal met Jimenez, Rumford en Kjeldsen had negen holes gespeeld, Jimenez en Rumford delen de leiding sinds hole 8. Zaterdag wordt de rest van Ronde 3 gespeeld.

#### Ronde 3 en 4

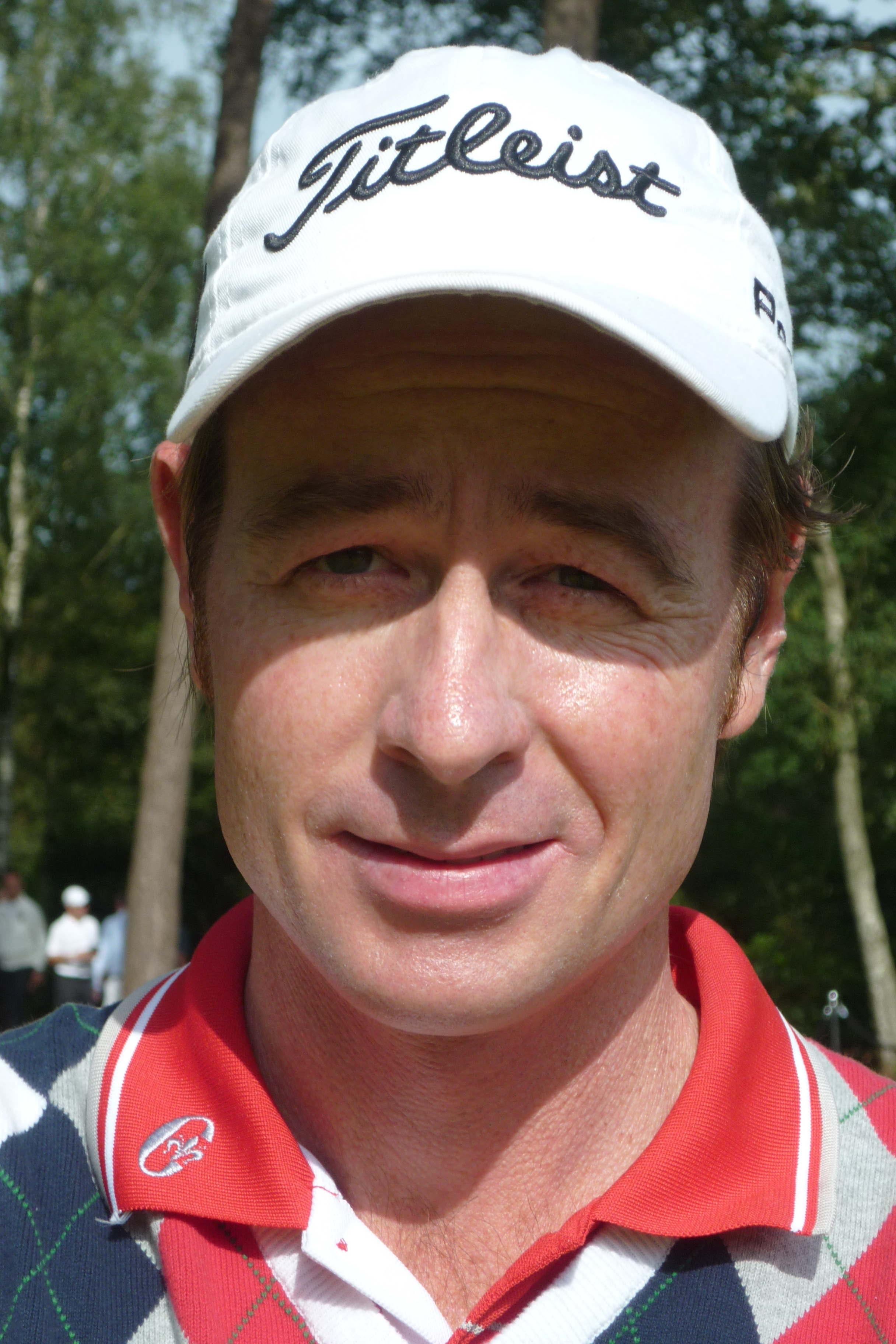
Brett Rumford, toernooirecord en leider na ronde 2

Jiménez moest nog negen holes spelen om de derde ronde af te maken. Hij bleef aan de leiding, maar moest die plaats even delen met Rhys Davies en Alexander Norén. 

Terwijl Jiménez in ronde 4 in de eerste 9 holes naar -11 ging, gingen Davies en Norén naar -8. Norén handhaafde zich in de top-10 maar met Davies ging het minder goed, o.a. door een 8 te maken op een par-4.
Lee Westwood, de nummer 1 van de wereld, kwam na vijftien holes ook op -11 en maakte op hole 18 nog een birdie om naar -12 te gaan en clubhouse leader te worden. Jiménez stond nog op -11 en moest nog vier holes spelen; hij had de eindstand in eigen handen. Het lukte Jiménez niet meer om een birdie te maken en een play-off af te dwingen, dus Lee Westwood won.

De beste Koreaan van het toernooi was aldoor  Sang-hyun Park #604, Soon-sang Hong eindigde als 5de. Een mooi resultaat voor Korea dat vier van hun spelers in de top-10 eindigden.
- Live leaderboard

| Naam                 | Score R1 | Score R1 | Stand | Score R2 | Score R2 | Totaal | Stand | Score R3 | Score R3 | Totaal | Stand | Score R4 | Score R4 | Totaal | Stand |
| -------------------- | -------- | -------- | ----- | -------- | -------- | ------ | ----- | -------- | -------- | ------ | ----- | -------- | -------- | ------ | ----- |
| Lee Westwood         | 72       | par      | T23   | 68       | -4       | -4     | T11   | 69       | -3       | -7     | T5    | 67       | -5       | -12    | 1     |
| Miguel Ángel Jiménez | 70       | -2       | T10   | 67       | -5       | -7     | T2    | 69       | -3       | -10    | 1     | 71       | -1       | -11    | 2     |
| Sang-hyun Park #604  | 67       | -5       | T2    | 72       | par      | -5     | T7    | 70       | -2       | -7     | T5    | 69       | - 3      | -10    | 3     |
| Dustin Johnson       | 70       | -2       | T10   | 69       | -3       | -5     | T7    | 71       | -1       | -6     | T7    | 69       | -3       | -9     | 4     |
| Alexander Norén      | 70       | -2       | T10   | 69       | -3       | -5     | T7    | 67       | -5       | -10    | 1     | 74       | +2       | -8     | T5    |
| Soon-sang Hong       | 69       | -3       | T8    | 72       | par      | -3     | T18   | 70       | -2       | -5     | T8    | 69       | -3       | -8     | T5    |
| Brett Rumford        | 71       | -1       | T19   | 63       | -9       | -10    | 1     | 73       | +1       | -9     | 2     | 74       | +2       | -7     | T7    |
| Søren Kjeldsen       | 71       | -1       | T19   | 66       | -6       | -7     | T2    | 73       | +1       | -6     | T7    | 73       | +1       | -5     | T13   |
| Robert-Jan Derksen   | 73       | +1       | T52   | 69       | -3       | -2     | T29   | 71       | -1       | -3     | T15   | 70       | -2       | -5     | T13   |
| Damien McGrane       | 66       | -6       | 1     | 72       | par      | -6     | T4    | 74       | +2       | -4     | T11   | 71       | -1       | -5     | T13   |
| Rhys Davies          | 70       | -2       | T10   | 68       | -4       | -6     | T4    | 68       | -4       | -10    | 1     | 77       | +5       | -5     | T13   |
| Felipe Aguilar       | 67       | -5       | T2    | 74       | +2       | -3     | T18   | 74       | +2       | -1     | T27   | 73       | +1       | par    | T37   |
| Richard Finch        | 67       | -5       | T2    | 72       | par      | -5     | T7    | 77       | +5       | par    | T31   | 76       | +4       | +4     | T53   |
| Joost Luiten         | 71       | -1       | T19   | 75       | +3       | +2     | MC    |          |          |        |       |          |          |        |       |

## De spelers
| Europese Tour en top OWGR - Felipe Aguilar - Fredrik Andersson Hed - Sang-moon Bae - Gaganjeet Bhullar - Rafael Cabrera Bello - Michael Campbell - Rhys Davies - Robert-Jan Derksen - Stephen Dodd - Andrew Dodt - Jamie Donaldson - Nick Dougherty - David Drysdale - Simon Dyson - Rafa Echenique - Ernie Els - Richard Finch - Oliver Fisher - Marcus Fraser - Daniel Gaunt - Todd Hamilton - Grégory Havret - Tetsuji Hiratsuka - Michael Hoey - Keith Horne - Jeppe Huldahl - Mikko Ilonen - Thongchai Jaidee - Miguel Ángel Jiménez - Dustin Johnson - Michael Jonzon - Pariya Junhasavasdikul - Anthony Kang - Rikard Karlberg - Do-hoon Kim #752 - Kyung-tae Kim | - Aphibarnrat Kiradech - Søren Kjeldsen - Jbe' Kruger - Danny Lee - Ben Leong - Wen-chong Liang - Joost Luiten - Shane Lowry - Pablo Martín - Gareth Maybin - Richard McEvoy - Damien McGrane - James Morrison - Christian Nilsson - Seung-yul Noh - Alexander Norén - Thorbjørn Olesen - John Parry - Ian Poulter - Richie Ramsay - Brett Rumford - Marcel Siem - Jeev Milkha Singh - Joel Sjöholm - Graeme Storm - Scott Strange - Mark Tullo - Lee Westwood - Peter Whiteford - Martin Wiegele - Oliver Wilson - Thaworn Wiratchant - Chris Wood - Yong-eun Yang - Fabrizio Zanotti - Matthew Zions | Regionale rangorde - 1 Mark Brown - 2 Wen-tang Lin - 3 Danny Chia - 5 Anirban Lahiri - 6 SSP Chowrasia - 7 Udorn Duangdecha - 8 Peter Karmis - 9 Angelo Que - 10 Rahman Siddikur - 11 Yih-Shin Chan - 12 Marcus Both - 13 Ben Leong - 14 Chinnarat Phadungsil - 15 Rick Kulacz - 16 Darren Beck - 17 Chapchai Nirat - 18 Jyoti Randhawa - 19 James Kamte - 20 Mardan Mamat - 21 Prayad Marksaeng - 22 Chih-Bing Lam - 23 Jason Knutzon - 24 Shiv Kapur - 25 Seuk-Hyun Baek - 26 Scott Hend - 27 Scott Barr - 28 Sung Lee - 29 Rahil Gangjee - 30 Mars Pucay - 31 Dae-hyun Kim - 32 Kyung-nam Kang - 33 Joon-eob Son - 34 Jin-Ho Choi - 35 In-choon Hwang - 36 Do-kyu Park - 37 Ho-sung Choi - 38 Wi-joong Kim - 39 Seong-ho Lee - 40 Dong-kyu Jang | - 41 Hyung-tae Kim - 42 John Huh - 43 Eun shin Park - 44 Do-hoon Kim #753 - 45 Jae-hoon Jung - 46 Wook-soon Kang - 47 Ji-ho Jung - 48 Soon-sang Hong - 49 Myung-ho Kwon - 50 Ki-joon Song - 51 Min-kyu Han - 52 No-seok Park - 53 Sang-hyun Park # 604 - 54 Seung-hyuk Kim - 55 Doo-hwan Bang - 56 Joong-kyung Mo - 57 Hyung-sung Kim - 58 Jae-min Hwang - 59 Dong Min Lee - 60 Ji Ho Yang - 61 Tae-hee Lee - 62 Hyun-Woo Ryu - 63 Min Chang Lee - 64 Heung-chol Joo - 65 Dong-seop Maeng - 66 Namchok Tantipokhakul - 67 Tony Carolan - 68 Kunal Bhasin - 69 David Gleeson - 70 Gavin Flint - 71 Wen-hong Lin Sponsoruitnodiging - Han Gu Lee - Kang-chun Wu - Mu Hu - Shih-chang Chan - Paul McGinley |